# 劉睦
刘睦（1世纪—74年），字公文，中国东汉宗室，北海敬王。汉光武帝刘秀大哥刘伯升的孙子，北海靖王刘兴之子。其子劉毅。
刘睦年少时好学，博通书传，汉光武帝很喜欢他，常被召入宫中。汉明帝刘庄当时为东宫太子，召刘睦侍从，入侍讽诵，出则执辔。开始对诸侯王的禁网疏阔，刘睦谦恭好士，交结颇广，名士儒生都登门拜访，千里交结，于是美名远扬。永平七年（64年），刘兴薨，刘睦嗣爵为北海王。永平年间，汉明帝当位，法制严峻。刘睦于是谢绝宾客，潜心音乐。年末派遣中大夫奉璧朝贺，告诉他向朝廷报告自己“志意衰惰，声色是娱，犬马是好”，以免明帝猜忌。永平十七年（74年）正月刘睦去世，在位10年，谥敬王。善写文章，著有《春秋旨义终始论》及赋颂数十篇。

## 延伸阅读
[在维基数据编辑]